# Xabier Pérez Iglesias

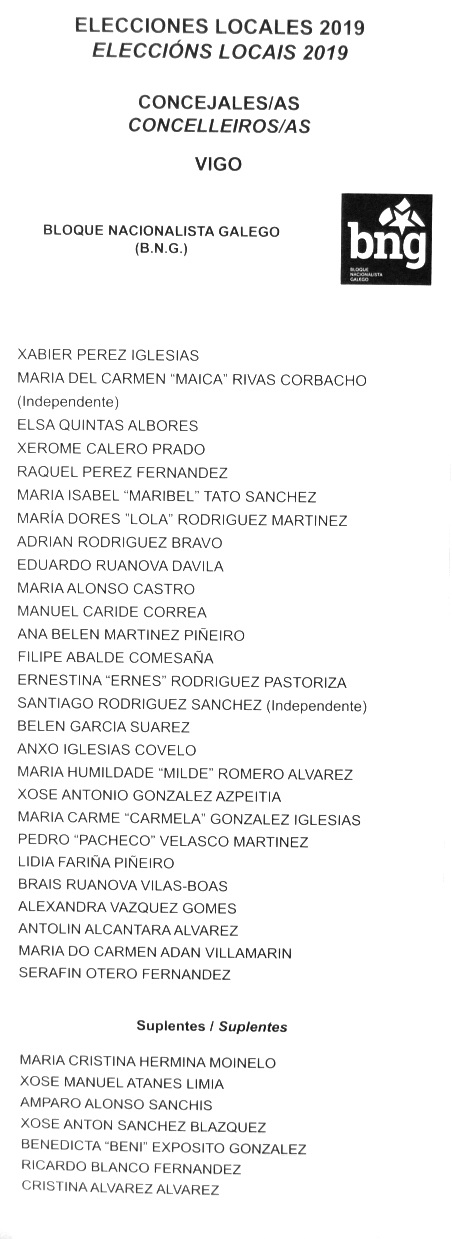
Papeleta de las elecciones locales de 2019 en Vigo del BNG.

Xabier Pérez Iglesias (Vigo, 7 de agosto de 1984) es un político español, candidato a la alcaldía de Vigo por el Bloque Nacionalista Galego.

## Trayectoria
Fue secretario general de los Comités Abertos de Estudantes y es militante de la Unión do Povo Galego y miembro del Consejo Federal de la Confederación Intersindical Galega. Fue secretario de la Federación de Asociaciacións Veciñais Eduardo Chao, columnista de opinión en diversos medios de comunicación y uno de los impulsores de Sermos Galiza. En las elecciones municipales de 2019 salió elegido como el único concejal del BNG en el pleno de la corporación municipal de Vigo.